# Лопатино (Вадський район)
Лопатино (рос. Лопатино) — село в Вадському районі Нижньогородської області Російської Федерації.
Населення становить 604 особи. Входить до складу муніципального утворення Лопатинська сільрада.

## Історія
Від 2009 року входить до складу муніципального утворення Лопатинська сільрада.

## Населення
| 1999 | 2002 | 2010 |
| ---- | ---- | ---- |
| 638  | ↘637 | ↘604 |